# Pij iz Pietrelcine
Sveti Pij iz Pietrelcine (znan na splošno kot Pater Pij;  italijansko Padre Pio), rojen kot Francesco Forgione, italijanski kapucinski duhovnik, redovnik, stigmatik in svetnik, * 25. maj 1887, Pietrelcina, Italija, † 23. september 1968, San Giovanni Rotondo, Italija. 
Pater Pij je postal znan po vsem svetu zaradi svojih stigem.

## Mladost

### Mladost
Pater Pij se je rodil kot Francesco Forgione dne 25. maja 1887 v Pietrelcina, podeželski vasi s kmečkim prebivalstvom mestu v Beneventski pokrajini v južnoitalijanski deželi Kampaniji.. Njegov oče Grazio Mario Forgione (1860–1946) in mati Maria Giuseppa Di Nunzio (1859–1929) sta bila kmečkega rodu. Krščen je bil v bližnji kapeli Svete Ane, ki stoji na grajskem obzidju. V tej isti kapeli je kot deček bil ministrant. Imel je starejšega brata Mihaela (Michele) in tri mlajše sestre: Felicito, Pelegrino in Gracijo (Felicita, Pellegrina, Grazia), ki je stopila k nunam brigitinkam. Dva otroka sta umrla že kot dojenčka.  Pri krstu je dobil ime Frančišek po svojem rajnem bratcu in je že v starosti petih let sklenil, da bo svoje življenje posvetil Bgu. Doma je pomagal s pašo ovc do svojega desetega leta. 

### Versko življenje in izbira poklica
Pietrelcina je bila kraj, kjer so na splošno udejanjali krščansko življenje: ob nedeljah so hodili k maši, spoštovali so zapovedane praznike, po družinah pa so vsak dan molili. Tudi Forgionejeva družina je bila globoko verna: dnevno so se udeleževali mašne daritve, vsak večer so molili rožni venec in se tri dni na teden postili v čast Karmelski Materi Božji. Čeprav so bili Frančiškovi starši in stari starši nepismeni, so dobro poznali sveto pismo ter so na pamet svojim otrokom pripovedovali biblijske zgodbe.
Njegova mama je pravila, da se je njen sin lahko pogovarjal z Jezusom, Marijo in svojim angelom varuhom že kot otrok in da je mislil, da je to omogočeno vsem ljudem.

#### Bolehen že od otroštva
Oče Avguštin, ki je kasneje bil njegov duhovni voditelj pri Sv. Marku v Lamisu, omenja v svojem dnevniku, da je mladi Francek bolehal za številnimi boleznimi: pri šestih letih je trpel za gastroenteritisom, pri desetih letih pa je zbolel za tifusom.
Kljub temu ga je mati včasih grajala, ko je že zgodaj svoji slabotnosti pridružil  še lastno telesno pokoro in je včasih spal kar na kamnitem vzglavniku in na tleh.

### Vstop hkapucinom
Kot mladostnik je doživjal razna videnja in zamaknjenja. 1897 je končal triletno šolanje in začelo ga je privlačiti meniško življenje, zlasti po srečanju z mladim kapucinom, ki je takrat na podeželju prosil za prostovoljne darove. Ko je to željo povedal staršem, so se podali v od Pietrelcine 21 km oddaljeni Morcone. Tam so se strinjali s sprejemom, vendar so kot pogoj postavili dopolnitev ljudskošolskega izobraževanja.
Da bi mu omogočil zasebno šolanje, je njegov oče odšel na delo v Združene države Amerike. Frančišek je 27. septembra 1899 prejel sveto birmo in uspešno opravil izpite ter kot petnajstletnik 6. januarja 1903 vstopil v kapucinski noviciat v Morconeju. 22. januarja 1900 je med preobleko sprejel frančiškanski habit in ime brat Pij v čast papežu Piju I., čigar relikvije hranijo v kapeli svete Ane v Pietrelcini. Naredil je začasne zaobljube uboštva, čistosti in pokorščine.

### Duhovništvo, bolezni in nenavadni pojavi
Da bi lahko opravil šestletni študij bogoslovja kot pripravo na duhovništvo, je pater Pij odpotoval k bratom sv. Frančiška Asiškega v umbrijskem Asiziju, kjer pa je kmalu spet hudo zbolel. Kot sedemnajstletnik je izgubil tek in mučilo ga je še več nadlog: nespečnost, izčrpanost, omedlevica in glavobol; pogostoma je bruhal in je lahko užival le mleko in sir. Širile pa so se tudi govorice o celi vrsti nenavadnih pojavov. Med molitvijo in premišljevanjem se je včasih tako zamaknil, kot da bi bil odsoten; pravili so tudi, da je bil dvignjen nad tla v mističnem lebdenju in tako nekaj časa brez sleherne opore lebdel v zraku.
Junija 1905 se mu je zdravje tako poslabšalo, da so ga predstojniki poslali v gorski samostan v upanju, da mu bo koristila sprememba zraka, vendar to ni dalo pričakovanih učinkov in na nasvet zdravnikov se je vrnil domov; zdravje pa se mu niti tu ni izboljšalo. Kljub temu je 27. januarja 1907 napravil slovesne zaobljube.
Avgusta 1910 je Piju v Beneventski stolnici podelil duhovniško posvečenje nadškof Paolo Schinosi. Štiri dni pozneje je daroval svojo novo mašo v župnijski cerkvi Gospe od Angelov.
Zaradi slabega zdravja so mu dovolili ostati pri domači družini v rojstnem kraju Pietrelcini, kjer je smel nositi kapucinski habit. Doma je ostal do leta 1916 in sicer ne le zaradi zdravja, ampak tudi zaradi nujne skrbi za družino, ko sta se njegov oče in brat za kratek čas izselila v Ameriko. Skozi vsa ta leta je pogosoma pisal duhovna pisma svojima duhovnima voditeljema, o. Benedettu in o. Agostinu v kapucinskem samostanu San Marco in Lamis.
4. septembra 1916 so mu sporočili, naj se vrne v skupno življenje, kjer je bilo obilo kmečkega dela, v Kapucinski samostan Naše ljube Gospe v San Giovanni Rotondu. Skupaj s Pijem je skupnost štela sedaj sedem članov. Če izvzamemo vojaško službo, je v San Giovanni Rotondu ostal vse do svoje smrti.

### Vojaščina
Ko se je začela prva svetovna vojna, so vpoklicali k vojakom štiri redovnike iz skupnosti. Pater Pij je bil takrat spiritual v semenišču. Ko so vpoklicali še enega sobrata, je Pij postal odgovoren za celo skupnost. Poleti leta 1915 so ga kljub slabemu zdravju vpoklicali in ga po tridesetih dneh poslali zaradi slabega zdravja domov. Zopet so ga vpoklicali pa zopet odpustili zaradi slabega zdravja in ga poslali za šest mesecev v gorski vasico v San Giovanni Rotondo, kjer je bil ženski samostan in kjer je bilo vreme dokaj hladno tudi poleti. Čez pol leta so ga spet vpoklicali in ga po dveh mesecih spet poslali domov. Nato so ga spet vpoklicali in ga poslali v Salove kasarne v Neaplju, kjer je ostal do marca 1917. Tedaj so mu pri rentgenskem slikanju odkrili jetiko in ga odpustili iz vojske. Avgusta 1917 pa so ga kljub slabotnosti zopet vpoklicali in ga poslai v četrti oddelek 100. čete italijanskih medicinskih enot. Zaradi poslabšanega zdravstvenega stanja so ga sredi oktobra poslali v bolnico in ga odvezali vojaščine šele marca 1918. Skupno je vojaško dolžnost opravljal 182 dni. Ko se je vrnil v San Giovanni Rotondo, so ga premestili predstojniki v samostan Santa Maria degli Angeli v Pietrelcini; ker pa se je njegov sloves kot čudodelnik vedno bolj širil, so ga premestili nazaj v samostan v San Giovanni Rotondo. 

### Duhovni voditelj
Pater Pij je potem postal spiritual in bil mnogim duhovni voditelj, saj jih je imel za svoje duhovne brate in sestre. Za duhovno rast je imel pet pravil: tedenska spoved, vsakodnevno obhajilo, duhovno branje, premišljevanje in izpraševanje vesti.
Tedensko spoved je primerjal s tedenskim brisanjem prahu po sobi in priporočal premišljevanje ter spraševanje vesti dvakrat dnevno: enkrat zjutraj ob pripravi na dan in enkrat zvečer kot povzetek dneva. Njegovo misel, kako je pobožnost koristna za vsakdanje življenje, povzema njegov znani rek: "Moli, upaj in ne skrbi." Kristjane je usmerjal tako, da bi v vsakem dogodku prepoznavali Božji načrt in da svoje želje usklajevali z Božjo voljo.

## Šibko zdravje
Poleg bolezni v otroštvu je imel pater Pij tudi astmo. Prav tako je imel velika ledvična kamna ter pogoste trebušne bolečine. Imel je tudi kronično vnetje želodca (gastritis), ki se je kasneje izkazal za razjedo. Trpel je tudi za vnetjem oči, nosu, ušes in grla, kar se je sčasoma razvilo v kronično vnetje ušes. 
Leta 1925 so mu operirali dimeljsko kilo. Kmalu potem se mu je na vratu pojavila velika cista, ki so jo ravno tako z operacijo odstranili. Še ena operacija je bila potrebna, da so odstranili maligni tumor iz ušesa. Po operaciji je Pij prejemal obsevanje.
Leta 1956 je imel plevralni izliv. Diagnozo je potrdil profesor Catalda Cassana, ki je odstranil tekočino iz telesa. Po tem dogodku je Pij ostal v postelji štiri mesece.
Na starost je pater Pij imel artritis.

### Duhovno trpljenje
Pater Pij je bil prepičan, da je ljubezen do Boga neločjiva od trpljenja in da je trpljenje za Boga način kako lahko duša pride do Boga. Pij je čutil, da je njegova duša izgubljena v kaotičnem labirintu, potopljena v totalno bedo, kot da bi bila globoko v peklu. Ko je bil v takšnem stanju, so njegovi učenci verjeli, da je Pija napadel hudič, tako fizično kot duhovno. Prav tako so verjeli, da je hudič uporabljal diabolične trike, da bi povečal Pijevo trpljenje. Pojavljal se mu je kot »angel svetlobe« in mu uničeval pisma, ki so prihajala od njegovih spiritualov. To je pritrdil tudi pater Augustino, ko je rekel:
Hudič se je pojavil v obliki mladih deklet, ki so nage plesale, potem kot križ, kot mladi prijatelj menihov, kot spiritualni ali pa provincialni oče, kot papež Pij X., kot angel varuh, kot sveti Frančišek in kot Naša Gospa.
Navedel je tudi naslednje Pijeve besede:
Zdaj je minilo 22 dni od kar je Jezus dovolil, da so hudiči izživljali svojo jezo nad menoj. Oče, celo telo imam poškodovano od udarcev, ki sem jih prejel od naših sovražnikov. Večkrat so mi celo raztrgali srajico, da so lahko udarjali po mojem golem telesu.
Oče Gabriele Amorth, starejši ekcorcist iz Vatikana je v intervjuju izjavil, da je pater Pij lahko razločeval med pravimi pojavi Jezusa, Marije in drugih svetnikov in iluzijami hudiča tako, da je previdno analiziral stanje svojih misli in občutja, ki so se mu pojavljala tekom prikazov. V enem svojih pisem je Pater Pij izjavil, da je ostal potrpežljiv med svojimi preizkušnjami, ker je trdno verjel, da so Jezus, Marija, njegov angel varuh, sveti Jožef in sveti Frančišek zmeraj z njim in mu vedno pomagajo.